# وایتچرچ، هرفوردشر
وایتچرچ (به انگلیسی: Whitchurch) یک روستا و محله مدنی در بریتانیا است که در هرفوردشر واقع شده‌است. وایتچرچ ۹۷۰ نفر جمعیت دارد.